# Tabernaemontaneae
Le Tabernemontanee (Tabernaemontaneae G.Don, 1838) sono una tribù di piante della famiglia Apocynaceae, sottofamiglia Rauvolfioideae.

## Descrizione
La tribù comprende piccoli alberi con frutti carnosi e semi dotati di arillo, che ne facilita la disseminazione da parte degli animali.

## Distribuzione e habitat
La tribù ha una distribuzione pantropicale.

## Tassonomia
La tribù comprende 15 generi suddivisi in 2 sottotribù
- Sottotribù Ambelaniinae A.O. Simões & M.E. Endress, 2010
  - Ambelania Aubl., 1775
  - Macoubea Aubl., 1775
  - Molongum Pichon, 1948
  - Mucoa Zarucchi, 1988
  - Neocouma Pierre, 1898
  - Rhigospira Miers, 1878
  - Spongiosperma Zarucchi, 1988

- Sottotribù Tabernaemontaninae A.DC., 1844
  - Callichilia Stapf, 1902
  - Calocrater K. Schum., 1895
  - Carvalhoa K. Schum., 1895
  - Crioceras Pierre, 1897
  - Schizozygia Baill., 1888
  - Tabernaemontana L., 1753
  - Tabernanthe Baill., 1888
  - Voacanga Thouars, 1806

## Usi
La tribù è caratterizzata dalla presenza di complessi alcaloidi indolici, grazie ai quali diverse specie sono state utilizzate dalla medicina tradizionale.